# Museu del granit

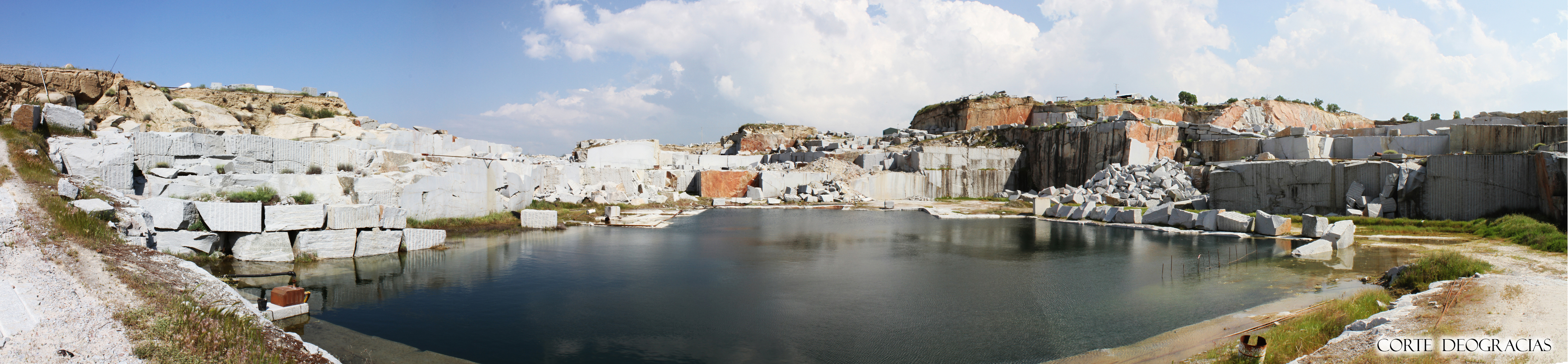
Vista d'una de les pedreres de granit de Quintana.

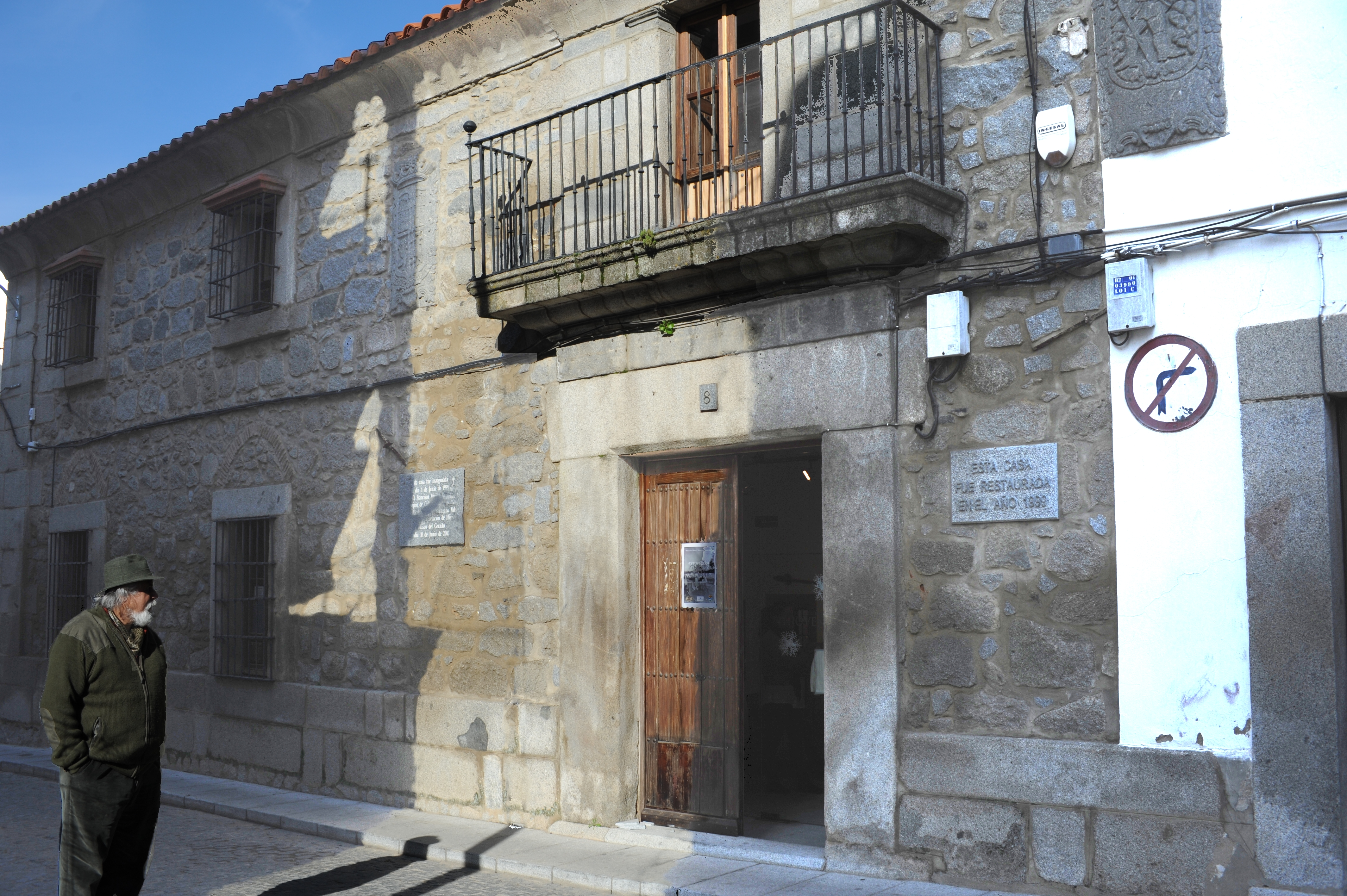
Museu del Granit

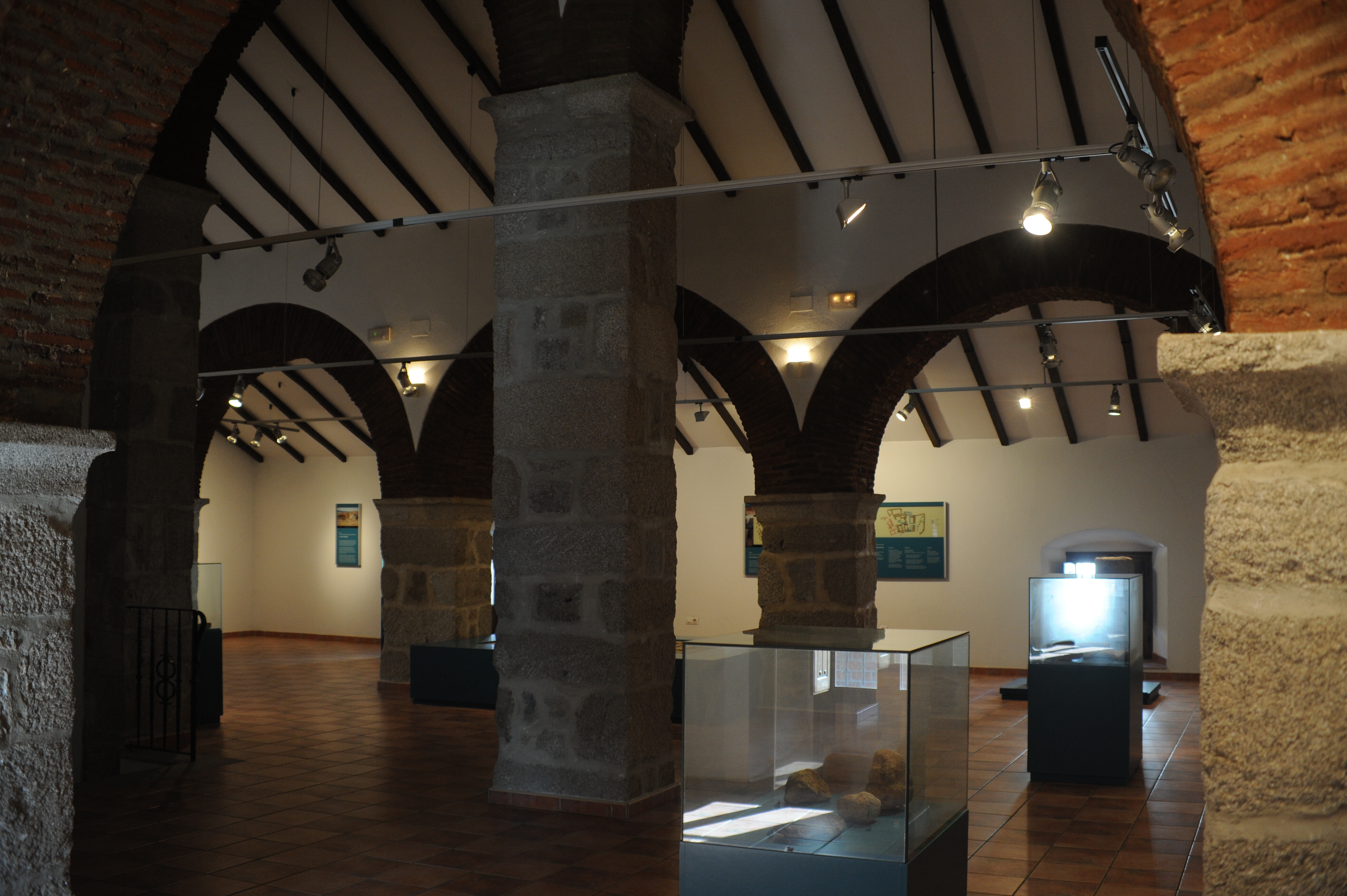
Interior del Museu del Granit

El Museu del Granit de Quintana de la Serena (Extremadura, Espanya), Ciutat del Granit, mostra una exposició de materials i cartells introductoris i explicatius sobre la geologia del granit, la seva extracció, la transformació, els usos; així com eines antigues i modernes utilitzades pels picapedrers i un mostrari representatiu de granits comarcals, regionals i nacionals, etc. Pertany a la xarxa de Museus d'Identitat d'Extremadura.
A través del seu recorregut els visitants comprendran el que el granit ha significat per als habitants del poble, la seva història i la importància que ha tingut a La Serena amb el pas de les diferents generacions. D'aquesta forma el Museu del Granit aconsegueix transmetre els coneixements sobre aquest material en la seva àmplia concepció, ja que aquesta activitat implica els diversos sectors econòmics, socials i culturals de la localitat, sent el seu principal tret d'identitat.
A més del museu del granit, l'edifici també acull en la planta superior el centre d'interpretació del jaciment arqueològic d'Hijovejo, on es mostra a través de cartells i de material arqueològic exposat, una explicació sobre la fortalesa romana d'Hijovejo, i la seva importància en el procés de romanització d'Extremadura, mostrant ceràmica, llaures votivas, columnes, eines... i una maqueta a escala del jaciment.

## Ubicació
El museu està situat en l'antiga posada de Quintana de la Serena. Aquesta casa de construcció tradicional de Quintana, edificada entre finals del segle xvii i principis del segle xviii, és un dels millors exponents d'arquitectura pairal de la comarca de la Serena. La llinda de la portada, finestrals, balconada, ràfecs, carreus del sòcol i de cantonada són de cantería, de granit gris Quintana.